# Atasu, Maçka
Atasu là một thị trấn thuộc huyện Maçka, tỉnh Trabzon, Thổ Nhĩ Kỳ. Dân số thời điểm năm 2011 là 1.626 người.